# Skander
Johan Skander El Hajjam, född 13 mars 1986, är en svensk rappare och sångare från Göteborg.
2017 släppte han sitt debutalbum Hon via Playground Music. Hans musik har omskrivits i bland annat Göteborgs-Posten, Sonic Magazine, HYMN, Festivalrykten, Gaffa, Djungeltrumman och Kingsize Magazine.
Skander har samarbetat med bland andra Mwuana, Parham, Nibla och Ikhana. Nibla är även hans kusin.